# Ingo Schmitt
Ingo Schmitt (ur. 30 lipca 1957 w Berlinie) – niemiecki polityk i prawnik, od 1999 do 2005 poseł do Parlamentu Europejskiego, deputowany do Bundestagu.

## Życiorys
Ukończył studia prawnicze na Wolnym Uniwersytecie Berlina. Zdał państwowe egzaminy prawnicze pierwszego (1983) i drugiego (1986) stopnia. Od 1986 do 1992 i ponownie od 1999 prowadził własną praktykę adwokackiej. W latach 1981–1991 był deputowanym do landtagu Berlina.
Zaangażował się w działalność Unii Chrześcijańsko-Demokratycznej, do której wstąpił w 1975. W 1978 wszedł w skład zarządu dzielnicowych struktur partii w Charlottenburgu. W latach 1991–2000 kierował partią w tej dzielnicy, następnie stanął na jej czele w okręgu administracyjnym Charlottenburg-Wilmersdorf. Od 1998 był m.in. wiceprzewodniczącym, sekretarzem generalnym i skarbnikiem CDU w Berlinie.
W 1999 z listy CDU po raz pierwszy uzyskał mandat deputowanego do Parlamentu Europejskiego. W wyborach w 2004 z powodzeniem ubiegał się o reelekcję. Był członkiem grupy chadeckiej, pracował m.in. w Komisji Transportu i Turystyki.
Z PE odszedł w 2005 w związku z wyborem na posła do Bundestagu 16. kadencji. Reprezentował krajowy parlament w Zgromadzeniu Parlamentarnym Rady Europy. Od 2005 do 2008 przewodniczył berlińskiemu oddziałowi CDU. W wyborach parlamentarnych w 2009 nie obronił mandatu poselskiego.